# Parti de l'alliance civique
Le Parti de l'alliance civique (en roumain : Partidul Alianței Civice, abrégé en PAC) est un parti politique roumain néolibéral ayant existé dans les années 1990.

## Histoire
Lors des élections législatives de 1992, le Parti de l'alliance civique prend part à la Convention démocratique roumaine.
En 1996, il rejoint la coalition Alliance nationale libérale, aux côtés du Parti libéral '93, sans que cela ne lui permette de remporter des sièges au Parlement.
En 1998, il se fond dans le Parti national-libéral.